# Alex Rose
Alexander „Alex“ Rose (* 17. November 1991 in West Branch) ist ein samoanischer Kugelstoßer, Diskus- und Hammerwerfer US-amerikanischer Herkunft, der seit 2012 für Samoa startberechtigt ist.

## Sportliche Laufbahn
Erste internationale Erfahrungen sammelte Alex Rose bei den Juniorenweltmeisterschaften 2010 in Moncton, bei denen er für die USA startend mit 53,46 m in der Qualifikationsrunde ausschied. Zwei Jahre später gewann er für Samoa die Goldmedaillen im Diskus- und im Hammerwurf bei den Ozeanienmeisterschaften in Cairns. Bei den Meisterschaften 2013 in Papeete gewann er Gold im Kugelstoßen, mit dem Diskus und dem Hammer. Im Diskuswurf nahm er an der Sommer-Universiade in Kasan teil und belegte dort im mit 58,64 m im Finale den siebten Platz. Er qualifizierte sich auch für die Weltmeisterschaften in Moskau, bei denen er mit 56,19 m in der Qualifikationsrunde ausschied. Zwei Jahre später gewann er bei den Ozeanienmeisterschaften in Cairns erneut Gold mit der Kugel und im Diskuswurf sowie Silber mit dem Hammer. Er siegte im Diskus auch bei den Pazifikspielen in Port Moresby und gewann jeweils Silber mit dem Hammer und der Kugel. Er nahm erneut an den Weltmeisterschaften in Peking teil, scheiterte aber auch diesmal mit 59,07 m in der ersten Runde.
2016 qualifizierte er sich auch für die Olympischen Spiele in Rio de Janeiro, bei denen er mit 57,24 m in der Qualifikation ausschied. Auch 2017 gewann er mit dem Diskus Gold bei den Ozeanienmeisterschaften in Suva und nahm auch an den Weltmeisterschaften in London teil, bei denen er sich ein weiteres Mal nicht für das Finale qualifizieren konnte. 2018 nahm er erstmals an den Commonwealth Games im australischen Gold Coast teil und belegte dort mit 59,56 m den achten Platz im Diskuswurf. Im Jahr darauf schied er bei den Weltmeisterschaften in Doha mit 61,80 m in der Qualifikationsrunde aus und 2021 steigerte er sich beim USATF Throws Fest in Tucson auf 67,48 m und siegte kurz darauf mit 67,12 m beim NACAC New Life Invitational. Damit qualifizierte er sich für die Olympischen Spiele in Tokio, verpasste dort aber mit 61,72 m den Finaleinzug. Während der Eröffnungsfeier war er der Fahnenträger seiner Nation.
2022 belegte er bei den Weltmeisterschaften in Eugene mit 65,57 m im Finale den achten Platz und anschließend wurde er bei den Commonwealth Games in Birmingham mit 64,56 m Vierter. Im Jahr darauf steigerte er seine Bestleistung auf 70,39 m und siegte mit 67,73 m beim USATF Throws Festival. Im August gelangte er bei den Weltmeisterschaften in Budapest mit 61,69 m im Finale auf den zwölften Platz. 2024 verbesserte er den Ozeanienrekord auf 71,48 m und siegte mit 66,18 m beim USATF New York City Grand Prix. Anschließend gelangte er bei den Olympischen Sommerspielen in Paris mit 61,89 m im Finale auf den zwölften Platz.
Rose ist Absolvent der Central Michigan University.

## Persönliche Bestleistungen
- Kugelstoßen: 17,75 m, 26. Februar 2011 in Bowling Green
- Diskuswurf: 71,58 m, 11. Mai 2024 in Allendale (Ozeanienrekord)
- Hammerwurf: 58,66 m, 15. Juli 2015 in Port Moresby (samoanischer Rekord)